# العلاقات النرويجية النمساوية
العلاقات النرويجية النمساوية هي العلاقات الثنائية التي تجمع بين النرويج والنمسا.

## مقارنة بين البلدين
هذه مقارنة عامة ومرجعية للدولتين:
| وجه المقارنة                                              | النرويج                                                   | النمسا                                                    |
| --------------------------------------------------------- | --------------------------------------------------------- | --------------------------------------------------------- |
| المساحة (كم2)                                             | 385.21 ألف                                                | 83.86 ألف                                                 |
| عدد السكان (نسمة)                                         | 5.33 مليون                                                | 8.81 مليون                                                |
| الكثافة السكانية (ن./كم²)                                 | 13.84                                                     | 105.06                                                    |
| العاصمة                                                   | أوسلو                                                     | فيينا                                                     |
| اللغة الرسمية                                             | بوكمول، لغات السامي، نينوشك، اللغة النرويجية              | اللغة الألمانية، لغة الإشارة النمساوية ‏                   |
| العملة                                                    | كرونة نروجية                                              | يورو، شلن نمساوي، رايخ مارك، شلن نمساوي                   |
| الناتج المحلي الإجمالي (بليون دولار)                      | 398.83 مليار                                              | 416.60 مليار                                              |
| الناتج المحلي الإجمالي (تعادل القوة الشرائية) بليون دولار | 322.23 مليار                                              | 426.99 مليار                                              |
| الناتج المحلي الإجمالي الاسمي للفرد دولار أمريكي          | 74.40 ألف                                                 | 43.77 ألف                                                 |
| الناتج المحلي الإجمالي للفرد دولار أمريكي                 | 65.61 ألف                                                 | 47.68 ألف                                                 |
| مؤشر التنمية البشرية                                      | 0.944                                                     | 0.885                                                     |
| رمز المكالمات الدولي                                      | +47                                                       | +43                                                       |
| رمز الإنترنت                                              | .no                                                       | .at                                                       |
| المنطقة الزمنية                                           | ت ع م+01:00، ت ع م+02:00، توقيت وسط أوروبا، أوروبا/أوسلو ‏ | توقيت وسط أوروبا، ت ع م+01:00، ت ع م+02:00، أوروبا/فيينا ‏ |

## مدن متوأمة
في ما يلي قائمة باتفاقيات التوأمة بين مدن نرويجية ونمساوية:
- ترتبط تروندهايم مع غراتس باتفاقية توأمة منذ 1968.

## منظمات دولية مشتركة
يشترك البلدان في عضوية مجموعة من المنظمات الدولية، منها:
| علم المنظمة | اسم المنظمة                               | تاريخ انضمام النرويج | تاريخ انضمام النمسا |
| ----------- | ----------------------------------------- | -------------------- | ------------------- |
|             | وكالة ضمان الاستثمار متعدد الأطراف        | 9 أغسطس 1989         | 16 ديسمبر 1997      |
|             | منظمة الشرطة الجنائية الدولية             | ?                    | ?                   |
|             | مجموعة الموردين النوويين                  | ?                    | ?                   |
|             | منظمة حظر الأسلحة الكيميائية              | ?                    | ?                   |
|             | منظمة التجارة العالمية                    | 1995                 | ?                   |
|             | الفريق المعني برصد الأرض                  | ?                    | ?                   |
|             | الأمم المتحدة                             | 27 نوفمبر 1945       | 14 ديسمبر 1955      |
|             | مركز تنسيق الحركة في أوروبا ‏              | ?                    | ?                   |
|             | المنظمة الأوروبية لسلامة الملاحة الجوية   | 1994                 | 1993                |
|             | مؤسسة التمويل الدولية                     | 20 يوليو 1956        | 28 سبتمبر 1956      |
|             | يونسكو                                    | 4 نوفمبر 1946        | 13 أغسطس 1948       |
|             | مؤسسة التنمية الدولية                     | 24 سبتمبر 1960       | 28 يونيو 1961       |
|             | بنك التنمية الآسيوي                       | 1966                 | 1966                |
|             | الوكالة الدولية للطاقة                    | ?                    | ?                   |
|             | منظمة الأمن والتعاون في أوروبا            | 25 يونيو 1973        | 25 يونيو 1973       |
|             | الاتحاد الدولي للاتصالات                  | 1866                 | 1866                |
|             | منظمة التعاون الاقتصادي والتنمية          | ?                    | ?                   |
|             | البنك الإفريقي للتنمية                    | 1963                 | ?                   |
|             | مجموعة أستراليا                           | 1986                 | 1989                |
|             | اتحاد المدفوعات الأوروبي ‏                 | ?                    | ?                   |
|             | نظام تحكم تكنولوجيا القذائف               | 1990                 | 1991                |
|             | مجلس أوروبا                               | 5 مايو 1949          | ?                   |
|             | البنك الدولي للإنشاء والتعمير             | 27 ديسمبر 1945       | 27 أغسطس 1948       |
|             | المركز الدولي لتسوية المنازعات الاستشارية | 15 سبتمبر 1967       | 24 يونيو 1971       |
|             | الاتحاد البريدي العالمي                   | ?                    | ?                   |

## أعلام
هذه قائمة لبعض الشخصيات التي تربطها علاقات بالبلدين:
- كليمنس فون مترنيش (دبلوماسي نمساوي، 15 مايو 1773[27][28] – 11 يونيو 1859[27][28][29])

## وصلات خارجية
- موقع وزارة الخارجية النرويجية
- موقع وزارة الخارجية النمساوية